# Lijst van burgemeesters van Hoofdplaat
Dit is een lijst van burgemeesters van de voormalige Nederlandse gemeente Hoofdplaat tot die gemeente in 1970 opging in de gemeente Oostburg.
| Ambtsperiode | Naam burgemeester                       | Leefde    | Partij of stroming     | Bijzonderheden                                                                                       |
| ------------ | --------------------------------------- | --------- | ---------------------- | --- |
| 1794 - 1796  | Pieter Caes                             | 1738-1815 |                        | agent municipal                                                                                      |
| 1797 - 1799  | Jacobus Provoost filius Jacob           | 1752-1839 |                        | agent municipal, later adjunct maire en vice-president                                               |
| 1799 - 1815  | Pieter Caes (d'oude)                    | 1738-1815 |                        | achtereenvolgens agent municipal, meijer, maire en president                                         |
| 1815 - 1823  | Jacobus Provoost sr                     | 1752-1839 |                        | president, daarna schout                                                                             |
| 1823 - 1827  | Pieter Leenhouts                        | 1768-1846 |                        | schout, daarna burgemeester                                                                          |
| 1827 - 1847  | Augustinus Bernardus Thomaes            | 1788-1855 |                        | burgemeester                                                                                         |
| 1847 - 1853  | Charles Francies Serrarens              | 1800-1878 |                        | later dijkgraaf van de polder Hoofdplaat                                                             |
| 1853 - 1880  | Dolphing Bekaar                         | 1799-1888 |                        | tevens burgemeester van Biervliet (1857-1880), Waterlandkerkje (1853-1880) en IJzendijke (1853-1880) |
| 1881 - 1890  | Pieter Karel Paul Julius van Sloten     | 1839-1915 |                        | later burgemeester van Zaandijk en Schoonhoven                                                       |
| 1890 - 1900  | Reinhart van Ham                        | 1863-1915 |                        | later burgemeester van Colijnsplaat en Kats en Rijnsburg                                             |
| 1900 - 1907  | Hendrik Seerpius Gratama                | 1873-1922 |                        | later burgemeester van Oostburg                                                                      |
| 1907 - 1910  | Prudentius Franciscus Thomaes           | 1852-1910 |                        | kleinzoon van Augustinus Bernardus Thomaes                                                           |
| 1910 - 1941  | Bernardus Johannes Marie Thomaes        | 1876-1950 | rk                     | zoon van zijn voorganger                                                                             |
| 1942 - 1944  | Joannes Franciscus Clementius Temmerman | 1901-1975 | Vrije Katholieke Lijst | in 1944 gestaakt                                                                                     |
| 1944 - 1946  | Gerardus Antonius Nelissen              | 1898-1975 |                        | waarnemend; vader van de latere minister Nelissen                                                    |
| 1946 - 1966  | Joannes Franciscus Clementius Temmerman | 1901-1975 | Vrije Katholieke Lijst | |
| 1966 - 1970  | Jan Abraham Eekhout                     | 1904-1987 |                        | waarnemend, tevens (waarnemend) burgemeester van Breskens (1946-1970)                                |